# Даніель Пайє
Даніель Пайє (фр. Daniel Paille; 15 квітня 1984, м. Велланд, Канада) — канадський хокеїст, лівий нападник. 

## Ігрова кар'єра
Виступав за «Гвелф Сторм» (ОХЛ), «Рочестер Американс» (АХЛ), «Баффало Сейбрс», «Бостон Брюїнс». 
В чемпіонатах НХЛ — 582 матчі (85+87), у турнірах Кубка Стенлі — 75 матчів (9+10). 
У складі молодіжної збірної Канади учасник чемпіонатів світу 2003 і 2004.

## Досягнення
- Володар Кубка Стенлі — 2011
- Володар Кубок Шпенглера — 2015
- Срібний призер молодіжного чемпіонату світу — 2003, 2004.